# Храсно (Бусовача)
Храсно је насељено мјесто у Босни и Херцеговини у општини Бусовача које административно припада Федерацији Босне и Херцеговине. Према попису становништва из 1991. у насељу је живјело 336 становника.

## Становништво
| Националност       | 1991.        | 1981. | 1971. |
| Хрвати             | 319 (94,94%) |       |       |
| Југословени        | 14 (4,17%)   |       |       |
| Срби               | 1 (0,30%)    |       |       |
| остали и непознато | 2 (0,59%)    |       |       |
| Укупно             | 336          |       |       |

## Извор
- Књига: „Национални састав становништва — Резултати за Републику по општинама и насељеним местима 1991.", статистички билтен бр. 234, Издање Државног завода за статистику Републике Босне и Херцеговине, Сарајево.
- интернет — извор, „Попис по мјесним заједницама“ — https://web.archive.org/web/20131005002409/http://www.fzs.ba/Podaci/nacion%20po%20mjesnim.pdf